# جیرجیرک پشت‌سپری دروغین کوه کوک
جیرجیرک پشت‌سپری دروغین کوه کوک (نام علمی: Acilacris furcatus) نام یک گونه از تیره جیرجیرک‌های بیشه است.